# سبویا
سبویا (به اسپانیایی: Cebolla) یک شهرستان در اسپانیا است که در استان تولدو واقع شده است.

## خصوصیات
سبویا ۳۷ کیلومترمربع مساحت و ۳٬۷۲۳ نفر جمعیت دارد و ۴۴۰ متر بالاتر از سطح دریا واقع شده است.